# Африканські болотні вужі
Африка́нські боло́тні вужі́ (Natriciteres) — рід неотруйних змій з родини Вужеві. Має 5 видів.

## Опис
Загальна довжина представників цього роду коливається від 30 до 70 см. Голова та тулуб стиснуті боків. Морда витягнута. Колір шкіри коричневий, оливковий, бурий з різними відтінками.

## Спосіб життя
Полюбляють лісисту місцину, савани поблизу водойм, особливо біля боліт, звідси й походить їх назва. Активні зранку або вдень. Харчуються рибою, земноводними, комахами.
Це яйцекладні змії.

## Розповсюдження
Це ендемік Африки. Мешкають у південній частині західної Африки, в Екваторіальній Африці, на сході та південному сході континенту.

## Види
- Natriciteres bipostocularis
- Natriciteres fuliginoides
- Natriciteres olivacea
- Natriciteres sylvatica
- Natriciteres variegata